# Elaphoglossum wrightii
Elaphoglossum wrightii är en träjonväxtart som först beskrevs av Georg Heinrich Mettenius, och fick sitt nu gällande namn av Moore. Elaphoglossum wrightii ingår i släktet Elaphoglossum och familjen Dryopteridaceae. Inga underarter finns listade.